# كيفلي
برج التلفزيون كيفلي (بالإنجليزية: KVLY-TV mast)‏ هو برج تلفزيون، يقع في ولاية داكوتا الشمالية في الولايات المتحدة الأمريكية، ويعد البرج أطول برج تلفزيون وأطول برج حديدي في العالم، وثاني أعلى برج في العالم بعد برج خليفة، إذ يصل طول البرج إلى 628.8م وبني البرج سنة 1962م.

## الخدمة
يخدم البرج قناة KVLY - TV التابعة لاذاعة Hoak